# Martot

Martot este o comună în departamentul Eure, Franța. În 1 ianuarie 2022 avea o populație de 458 de locuitori.